# Селвініт
Селвініт (англ. selwynite) — мінерал класу фосфатів, арсенатів та ванадатів, група гейсеніту.

## Загальний опис
Хімічна формула: NaK(Be, Al)Zr2(PO4)4∙2H2O. Містить (%): K — 5,80; Na– 3,41; Zr — 27,07; Be — 1,00; P — 18,38; H — 0,60; О — 42,73. Домішки: Rb, Ca, Sr, Ba, Mg, Mn, Fe, Cs, Ce, Hf, P, Si, F. Голчасті або призматичні кристали. Сингонія тетрагональна. Твердість 4. Густина 2,94. Колір рожево-синій. Риса лавандова, блідо-блакитна. Прозорий, напівпрозорий. Блиск скляний. Заповнюючи тріщини в породі, кристалізація відбувається на завершальній стадії утворення гранітних пегматитів в асоціації з монтморилонітом, вардитом, еосфоритом (Wardite, eosphorite, montmorillonite, «limonite»). Осн. знахідки в гранітному кар'єрі Вічпруф (Wycheproof) (Австралія). Назва на честь Альфреда Річарда Сесіла Селвіна (Alfred Richard Cecil Selwyn) — директора Геологічної служби штату Вікторія (Канада) та Геологічної служби Канади.